# Läsplatta

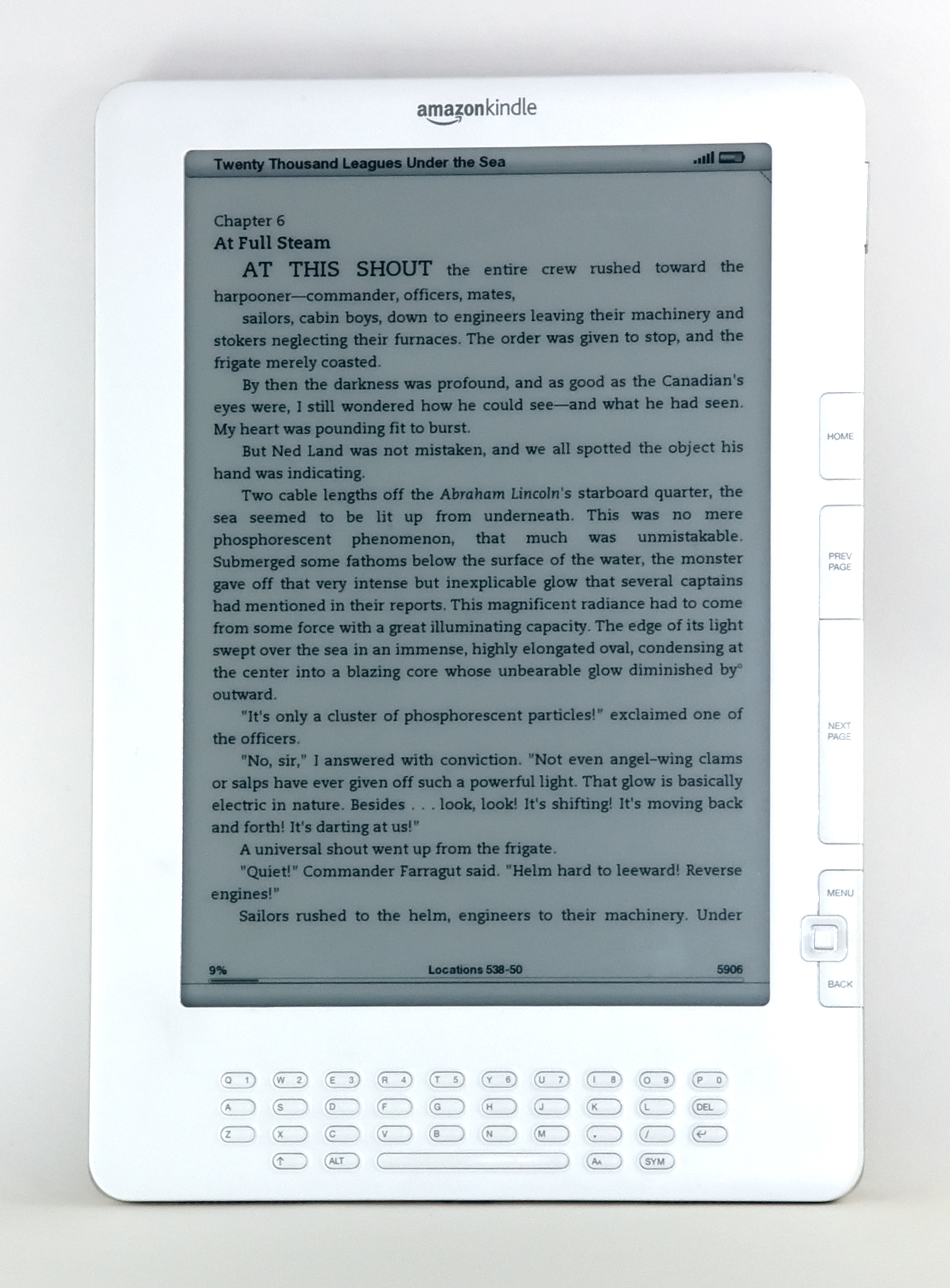
Läsplatta Kindle DX.

En läsplatta är en elektronisk läsenhet (e-bokläsare) som är utformad för att göra läsning av digitala böcker så behaglig som möjligt. Skärmen är oftast av typen elektroniskt papper som gör att texten syns reflexfritt och lika bra även i direkt solsken, men som bara visar gråskalor (svart/vitt). En läsplatta är ofta ungefär lika stor som en vanlig pocketbok. 
Huvudsyftet med läsplattor är läsning av e-böcker men flera modeller har även stöd för andra media och nätverksfunktioner. Det finns flera olika modeller och storlekar, som Sony Reader, Sony Touch Reader, Sony Pocket Reader, Nuut, Cybook, Bebook, Cool-er Reader, Iriver, Irex, Nook, Adlibris Letto och Amazon Kindle.
Även om man kan läsa e-böcker på surfplattor kategoriseras inte dessa enheter som läsplattor, då läsning av e-böcker inte är deras huvudsyfte. Till skillnad från läsplattor har surfplattor i regel en skärm som visar färger men som inte syns bra i direkt solljus eller är lika behagliga att läsa texter på.